# Benjamin Péret

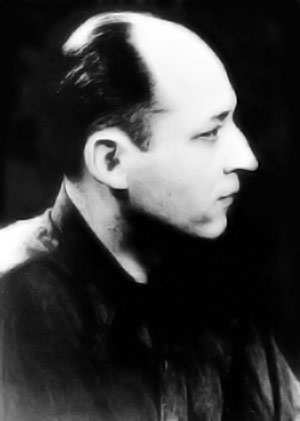
Benjamin Péret

Benjamin Péret (Rezé, Loire-Atlantique, 4 juli 1899 – Parijs, 18 september 1959) was een Frans schrijver, dichter en criticus. Hij wordt gerekend tot het dadaïsme en het surrealisme.

## Leven en werk
Péret genoot als kind weinig scholing. Tijdens de Eerste Wereldoorlog diende hij in het leger en werd uitgezonden naar de Balkan en Griekenland.
Terug in Frankrijk ging hij naar Parijs en raakte daar verzeild in de kringen der dadaïsten (Tristan Tzara, André Breton, Paul Éluard, Philippe Soupault, Max Ernst, Francis Picabia, Robert Desnos en anderen). In 1921 publiceerde hij zijn eerste poëziebundel: Le Passager du transtlantique. Vervolgens sloot hij zich aan bij de Franse surrealistische beweging en was hij samen met onder anderen André Breton een van de schrijvers van het Manifest van het Surrealisme (1924). Samen met Pierre Naville gaf hij het tijdschrift La Révolution surréaliste uit (1924-1929). In de geschiedenis van het surrealisme staat hij verder vooral bekend als de meest expliciete vertegenwoordiger van de “écriture automatique”.
In 1928 werd Péret onder invloed van Louis Aragon en Paul Éluard lid van de Parti communiste français, om zich kort daarna aan te sluiten bij de Trotskistische oppositie. Van 1929 tot 1931 verbleef hij in Brazilië, waar hij uiteindelijk werd gearresteerd en uitgezet wegens ‘communistische agitatie’. Eind jaren dertig vocht Péret aan de zijde van de anarchisten in de Spaanse Burgeroorlog, samen met onder anderen Buenaventura Durrutti. Toen Péret in 1939 werd opgeroepen voor militaire dienst zette de Franse regering hem korte tijd later gevangen vanwege zijn actieve proclamatie van trotskistische ideeën. In 1940 emigreerde hij samen met zijn minnaar, de Spaanse kunstschilder Remedios Varo, naar Mexico (de Verenigde Staten mocht hij vanwege zijn communistische ideeën niet in). Aldaar hield hij zich bezig met indiaanse folklore en schreef het lange gedicht Air mexicain (uiteindelijk gepubliceerd in 1952). Hij raakte er bevriend met Trotski’s weduwe Nathalia Sedova.
Eind 1947 keerde Péret terug naar Parijs, waar hij nog lange tijd samenwerkte met Breton. Hij overleed in 1959, op zestigjarige leeftijd.